# Skógar
Skógar – osada w południowej Islandii, położona u podnóża masywów górskich pokrytych lodowcami Eyjafjallajökull i Mýrdalsjökull. Położona jest w pobliżu drogi nr 1 między Hvolsvöllur a Vík í Mýrdal. Nazwa miejscowości oznacza "las", co świadczy o zalesieniu tego miejsca w przeszłości. Skógar zamieszkuje około 20 osób. Wchodzi w skład gminy Rangárþing eystra, w regionie Suðurland.
Przez miejscowość przepływa krótka rzeka Skógaá, która swoje źródła ma pod przełęczą między wspomnianymi lodowcami. Spływając z gór rzeka opada 10 wodospadami, z których najwyższy jest położony najbliżej osady wodospad Skógafoss. Stanowi on ważną atrakcję turystyczną południowej części wyspy. Turyści odwiedzają również skansen tradycyjnego budownictwa Skógasafn.